# フランシス・ドー
フランシス・フォーキー・ドー（英語: Francis Forkey Doe、1985年12月25日 - ）は、リベリアの元サッカー選手。元リベリア代表。ポジションはFW。

## クラブ歴
2002年にカメルーン・プレミア・ディヴィジョンのトネール・ヤウンデで選手となる。チームメイトや監督とも良好な関係を築いた中で、カメルーンサッカー連盟とカメルーンスポーツ記者連盟の選ぶ最優秀外国人選手賞を受賞、更に年間優秀選手で3位につけた。リベリアの選手がカメルーン最優秀外国人選手賞を授与されるのは彼で二人目であり、FIFA 100にも選ばれたジョージ・ウェア以来の記録であった。同年、彼はCAFカップで8試合6得点の記録も出し、クラブを決勝にまで導いたもののここで敗北した。
2003年夏にはガーナのブドゥブラムFCに移籍。2004年にはアメリカのミネソタ・サンダーに移籍した。この時の契約内容には、ヨーロッパのクラブから興味を持たれたとしてもそれを忌避する事が出来る旨の条項が含まれていた。その後、イングランドのウォルソールFCやアルゼンチンのボカ・ジュニアーズと云ったクラブからも興味を持たれていたものの、ギリシャのアトロミトスFCに移籍した。
2007年3月に契約解消に合意し、メジャーリーグサッカーのFCダラスのトライアルに参加したものの外国人選手の制限から合意には至らなかった。その後ニューヨーク・レッドブルズのトライアルに参加し同クラブに加盟した。2007年9月22日にはニューイングランド・レボリューション戦で初得点に加えてゴールをアシストし、2-2の引分に大きく貢献した。リーグ戦は8試合の出場、そのうち4試合はベンチからの出場となった彼であったが、2得点1アシストでプレーオフ進出に貢献した。プレーオフの第1試合ではニューイングランド・レボリューション相手に68分にスコアレスドローを破る活躍を見せたが、第2試合は負傷により欠場となった。その後2008年2月21日にチームを去った。
2008年4月には短期間のトライアルを経てD.C. ユナイテッドに加入した。10月16日に行われたニューイングランド・レボリューション戦では2得点を挙げる活躍をするなど、チームに貢献したが、クラブはアヴェリー・ジョンと契約したために彼は解雇された。
2009年夏、アフリカ一のクラブ、アル・アハリから同クラブの得点王であるフラヴィオ・アマドの後継として白羽の矢が立てられた。1週間の交渉を経て2009年7月14日に自由契約で加入した。ウェンブリー・カップではセルティックFC、FCバルセロナと対戦した。初得点となったのは2009年8月6日に行われたリーグの開幕戦、ガズル・エル・マハッラSC戦で、この試合は2-0の勝利に終わった。
2012年1月にはマレーシア・スーパーリーグに所属するトレンガヌFAへ移籍した。この年に15得点をあげた彼はジャン＝エマニュエル・エッファ・オウォナと並んでリーグ得点王に輝いた。
翌2013年はセランゴールFAに移籍、2014年はケランタンFAで過ごした。
2015年にはNSマトリックスFCに移籍、ムラカ州ハン・ジェバット・スタジアムで行われたDRBハイコムFC戦で初得点、初アシストを記録し3-1の勝利にチームを導いた。

## 代表歴
2005年に代表初出場。2006 FIFAワールドカップ・アフリカ予選やアフリカネイションズカップ2008にも出場した。アフリカネイションズカップ2008予選では2006年10月8日のルワンダ代表戦で得点を獲得し勝利に貢献した。また、2007年3月26日のカメルーン代表戦でも得点をしたが、これは3-1の敗北に終わった。2012年にはセネガル代表から得点を挙げたが3-1で敗北、また2012年6月にはアフリカネイションズカップ2013予選のメンバーから落選した。その後、2015年10月の2018 FIFAワールドカップ・アフリカ1次予選、ギニアビサウ代表戦に出場している。

## タイトル

### クラブ
D.C.ユナイテッド
- USオープンカップ: 2008

アル・アハリ
- エジプト・プレミアリーグ: 2009-10, 2010-11
- エジプト・カップ: 2009-10

セランゴールFA
- マレーシア・スーパーリーグ: 2013

### 個人
- カメルーンサッカー連盟最優秀外国人選手賞: 2002
- マレーシア・スーパーリーグ得点王: 2012